# 中古船
中古船（ちゅうこせん）とは、作られてからある程度年月が経過し古くなった船舶のことである。ボート・プレジャーボートなどの小型船舶、ヨット、ディンギー、水上オートバイなど、一般に艇と呼ばれる船舶の場合は中古艇という。
船舶は建造後に水面に浮かべて使用されるが、幾年もの間、海の塩水などの過酷な環境にあって船体に錆びなどが生じるため定期的な保守や修理が必要であり、特に船底部は貝類の付着を防ぐ防汚塗装の塗り直しが必須となる。商船では海運に関わる保険契約の維持のために定期的な船級の検査もまた必要である。普通は、造船所で4-5年ごとに上架して船体を検査し、その中間にも定期検査を受ける。古い船舶では主機関などの性能低下や、こういった検査時などに合わせて行う内装・外装・船底部の手入れに対する保守費用の増加などが進む。やがて年月の経過に伴って、維持経費よりも古い船を解体するか売却して、新たに建造した方が全体としては安くつくようになると、古い船はその時点で不要という決定が下される。このような古くなった船は、多少の中古機器類を取り外して鉄くずとして解体される他に、中古船として売却されることになる。このような船の寿命は経済的寿命と呼ばれる。また、新造からそれほど長期間経過していない船は、経済的寿命ではなく船主の意向によって他者（他社）へ売られる場合があり、それらもまた中古船である。
国際的基準に沿って運航される場合の船舶の寿命は、一般に10数年から20年のものがほとんどであるが、軍艦や商船の内でも大型客船などは、元々船の価格が高くまた艤装が高価であることや保守・整備などが丁寧であることなどから寿命は長く、豪華客船では50年以上に及ぶものも多い。
中古船の多くが、保守などの維持経費が高くつくようになった船であるため、購入者（購入社）は最初からあまり維持経費を掛けない発展途上国の船主である。これらの船主は、安価に購入した船と安い船員費で低コストの海運を行うことで競争力を得ている。
日本の中古船の多くがインドネシア・フィリピン・韓国などへ売却されている。

## 参考図書
- 川崎豊彦著、『船舶の基本と仕組み』、秀和システム、2010年6月1日第1版第1刷発行、ISBN 9784798025940